# Faye Dunaway
Dorothy Faye Dunaway (Bascom, Florida, 14 de enero de 1941) es una actriz estadounidense, considerada una de las más grandes de su generación. Ha ganado un Óscar, un Emmy, tres Globos de Oro y un BAFTA.
Inició su carrera a comienzos de los años sesenta en Broadway y debutó en el cine con la película The Happening, de 1967. Su interpretación de Bonnie Parker en la cinta Bonnie y Clyde la llevó a la fama y le valió su primera candidatura al Óscar. Algunas de sus películas notables son la cinta de crimen The Thomas Crown Affair, de 1968, el drama The Arrangement, también de 1968, el wéstern Pequeño gran hombre, de 1970, la versión cinematográfica de Los tres mosqueteros, de 1973, la cinta de misterio Chinatown —con la que fue candidata por segunda vez al Óscar—, la cinta de acción The Towering Inferno, de 1974, el thriller político Los tres días del cóndor, de 1975, y la cinta satírica Network, de 1976 —por la cual fue premiada con el Óscar a la mejor actriz—.
Su carrera se tornó a papeles más maduros durante los años siguientes, participando frecuentemente en el cine independiente, siendo notable su interpretación de Joan Crawford en la cinta Mommie Dearest, de 1981. Otros trabajos notables son: el drama Barfly, de 1987, la comedia dramática El sueño de Arizona, de 1993, la cinta biográfica Gia, de 1998, y la comedia negra The Rules of Attraction, de 2002. También destaca su participación en las obras teatrales A Man for All Seasons, de 1961 a 1963, Después de la caída, de 1964, Un tranvía llamado Deseo, de 1973, y Master Class, de 1996.
Dunaway no ofrece entrevistas con frecuencia, realiza apariciones en público de forma esporádica y es recelosa acerca de su vida privada. Tras sostener relaciones sentimentales con Jerry Schatzberg y Marcello Mastroianni, se casó en dos ocasiones, primero con el cantante Peter Wolf y luego con el fotógrafo Terry O'Neill, con quien adoptó un hijo, Liam.

## Biografía
Hija de un sargento del Ejército de los Estados Unidos, Faye Dunaway estudió teatro en la Universidad de Boston y posteriormente se graduó en la Universidad de Florida.
Comenzó a trabajar en la Lincoln Center Repertory Company, donde se labró una buena imagen como actriz.

### Bonnie & Clyde
Su debut en el cine fue en 1967, año en que encadenó tres filmes. Participó con roles menores en El suceso, cinta protagonizada por Anthony Quinn, y en La noche deseada, de Otto Preminger, con un elenco encabezado por Michael Caine y Jane Fonda. Fue también ese año cuando consiguió el papel que marcaría su ascenso en Hollywood: el de la ladrona y fugitiva Bonnie Parker en Bonnie & Clyde, de Arthur Penn, donde tuvo por pareja a Warren Beatty. Este filme, considerado hoy un clásico del cine, le supuso a la actriz su primera nominación al Óscar.
En 1968 coprotagonizó junto a Steve McQueen El caso de Thomas Crown (también participaría en un remake dirigido por John McTiernan 30 años después) y en 1969 intervino en El compromiso, de Elia Kazan, ambicioso filme que fracasó pese al protagonismo de Kirk Douglas y Deborah Kerr.

### Década de 1970
Durante la década de los años 70 se consagró como actriz y se codeó con los principales actores del momento en películas hoy consideradas magistrales. Es el caso de: Pequeño gran hombre (1970), con Dustin Hoffman; Chinatown (1974), con Jack Nicholson y John Huston (por la que obtuvo su segunda nominación al Óscar); El coloso en llamas (1974), con Paul Newman y Steve McQueen; Three Days of the Condor (1975), con Robert Redford; y Network, un mundo implacable (1976), con William Holden, Peter Finch y Robert Duvall, película por la que finalmente consiguió ganar el Óscar a mejor actriz y un Globo de Oro, gracias a una actuación memorable.
También incursionó en el cine europeo: dirigida por René Clement rodó en 1971 La mansión bajo los árboles, con Frank Langella, y en 1973 participó en la superproducción Los cuatro mosqueteros, de Richard Lester.
En 1977 trabajó en El viaje de los malditos, dentro de un extenso reparto de estrellas (Orson Welles, Max von Sydow, Ben Gazzara, James Mason, Maria Schell y Fernando Rey) y en 1978 coprotagonizó con Tommy Lee Jones Los ojos de Laura Mars, un thriller que no tuvo el éxito esperado (para cuya banda sonora Barbra Streisand cantó la balada "Prisoner"). Cerrando la década actuó en otro éxito de taquilla: El campeón, de Franco Zeffirelli, junto a John Voight y Ricky Schroder.

### Década de 1980
En 1981 fue notable su histriónica actuación en Mamita querida, donde encarnó a la mítica actriz Joan Crawford. Este filme, basado en un durísimo libro de memorias escrito por una hija de Crawford, recibió críticas mixtas en el momento de su estreno, pero fue un éxito de taquilla (recaudó 39 millones de dólares, habiendo costado solo 5) y se ha convertido con el tiempo en una película de culto. Ese mismo año, Dunaway encarnó a Eva Perón en el telefilme Evita Perón, donde el papel del general Perón fue interpretado por James Farentino.
En 1984 Faye Dunaway tuvo menos suerte al participar en la fallida adaptación de Supergirl, protagonizada por Helen Slater y dirigida por Jeannot Szwarc; aunque este filme contó con otras estrellas como Peter O'Toole y Mia Farrow, fracasó en taquilla.
Ya con una reputación de diva (a la que contribuyó su fama de actriz «difícil» o «temperamental») Faye Dunaway dosificó sus tiempos y proyectos, si bien hizo muchas apariciones en televisión, miniseries y en varias obras teatrales. Destaca una serie italo-norteamericana, Cristóbal Colón (1985), dirigida por Alberto Lattuada, donde encarnó a Isabel la Católica. El reparto lo encabezó Gabriel Byrne e incluyó a viejas glorias europeas y americanas como Raf Vallone, Elli Wallach, Virna Lisi, Max von Sydow y Elpidia Carrillo.
Dunaway también participó en una miniserie de tres capítulos sobre los emigrantes que llegaban a la Isla Ellis en su viaje a Nueva York (Ellis Island, 1984), donde tuvo por compañero a Richard Burton. Ganó su segundo Globo de Oro por este trabajo. En 1985 colaboró también en dos telefilmes adaptando aventuras de Agatha Christie, donde se codeó con Donald Sutherland y Peter Ustinov. En 1987 rodó con Mickey Rourke El borracho, dirigido por Barbet Schroeder según un argumento de Charles Bukowski; por este papel la actriz fue nominada a un Globo de Oro. Al año siguiente trabajó junto a Klaus Maria Brandauer en Burning Secret.
En esos años se le ofreció un papel relevante en la soap opera Los Colby, pero lo rechazó.

### Desde 1990
En 1993 tuvo un papel destacado en el elogiado filme de Emir Kusturica El sueño de Arizona.
Como actriz secundaria ha participado en gran número de películas, como Cámara sellada (1996), de James Foley, Juana de Arco (1999), de Luc Besson, o Don Juan de Marco (1995), donde tuvo por partenaire al mítico Marlon Brando en uno de sus últimos papeles. En 1997 protagonizó una película española: En brazos de la mujer madura, de Manuel Lombardero.
En 1993 Faye Dunaway se enzarzó en un conflicto judicial debido al musical Sunset Boulevard de Andrew Lloyd Webber: cuando dicha obra se representaba en Los Ángeles, ella fue elegida para reemplazar a Glenn Close, pero los productores cambiaron de opinión anunciando el final de las funciones cuando Close terminase su contrato, y argumentaron que Dunaway no satisfacía las exigencias vocales del papel. Ella consideró que tal afirmación perjudicaba su imagen y emprendió un litigio. Finalmente fue indemnizada en un acuerdo privado y el proceso se archivó.
En 1998 Dunaway colaboró con Angelina Jolie en el telefilme Gia, la historia real sobre una top model drogadicta; ambas actrices ganaron el Globo de Oro. Por las mismas fechas, la veterana actriz participó con un papel secundario en The Yards, película de James Gray con Mark Wahlberg, James Caan, Joaquin Phoenix y Charlize Theron. Si bien recibió diversos galardones, esta producción fracasó en taquilla.
En los últimos años Faye Dunaway ha participado principalmente en películas independientes y en series de televisión como Colombo, CSI y Anatomía de Grey. Hacia 2009 anunció que planeaba financiar y protagonizar una adaptación al cine de la obra teatral Master Class (sobre la diva de la ópera María Callas), pero el filme no se hizo realidad.

### Aniversario deBonnie and Clyde: Gala de los Óscar

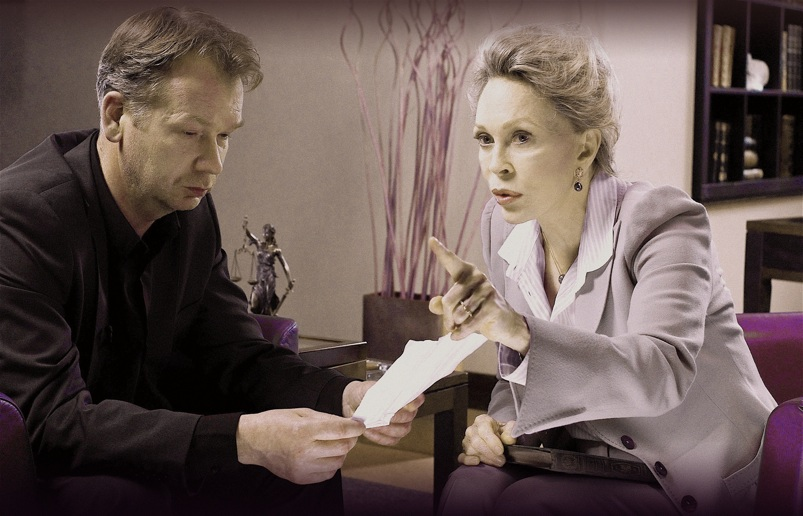
Faye Dunaway y Mirosław Baka, Balladyna (2009)

Con motivo del 50° aniversario de la película Bonnie and Clyde, los protagonistas del filme, Warren Beatty y Faye Dunaway, fueron los encargados de entregar el Óscar a la mejor película del año en 2017. Su equivocación al anunciar el nombre de la ganadora, La La Land en vez de Moonlight, ha pasado a la historia de los Premios de la Academia. Esta confusión se debió a que Beatty y Dunaway leyeron el contenido de un sobre equivocado, que realmente correspondía a otro premio. 
Un año después, la Academia de Hollywood resarció a ambos actores invitándoles a que entregasen nuevamente el Óscar a la mejor película, que recayó en La forma del agua. Esta vez el acto se desarrolló sin incidencias, si bien sumó alguna alusión jocosa al error anterior.

## Filmografía

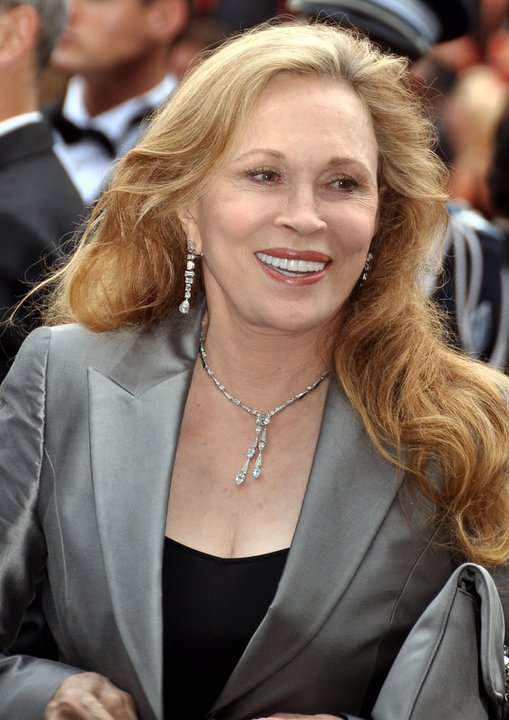
Dunaway en el Festival de Cine de Cannes en 2011.

| Año  | Título                       | Director                        |
| ---- | ---------------------------- | ------------------------------- |
| 1967 | Hurry Sundown                | Otto Preminger                  |
| 1967 | The Happening                | Elliot Silverstein]ñ            |
| 1967 | Bonnie y Clyde               | Arthur Penn                     |
| 1968 | The Thomas Crown Affair      | Norman Jewison                  |
| 1969 | El compromiso                | Elia Kazan                      |
| 1970 | Pequeño Gran Hombre          | Arthur Penn                     |
| 1971 | La mansión bajo los árboles  | René Clément                    |
| 1971 | Doc                          | Frank D. Gilroy                 |
| 1973 | Oklahoma Crude               | Stanley Kramer                  |
| 1973 | Los tres mosqueteros         | Richard Lester                  |
| 1974 | Chinatown                    | Roman Polanski                  |
| 1974 | The Towering Inferno         | Irwin Allen                     |
| 1974 | Los cuatro mosqueteros       | Richard Lester                  |
| 1975 | Three Days of the Condor     | Sydney Pollack                  |
| 1976 | Network                      | Sidney Lumet                    |
| 1976 | Voyage of the Damned         | Stuart Rosenberg                |
| 1976 | La desaparición de Aimee     | Anthony Harvey                  |
| 1978 | Los ojos de Laura Mars       | Irvin Kershner                  |
| 1979 | El campeón                   | Franco Zeffirelli               |
| 1980 | The First Deadly Sin         | Brian G. Hutton                 |
| 1981 | Mommie Dearest               | Frank Perry                     |
| 1981 | Evita Perón                  | Marvin Chomsky                  |
| 1982 | The Country Girl             | Gary Halvorson y Michael Montel |
| 1983 | The Wicked Lady              | Michael Winner                  |
| 1984 | Culpable de inocencia        | Desmond Davis                   |
| 1984 | Supergirl                    | Jeannot Szwarc                  |
| 1987 | Barfly                       | Barbet Schroeder                |
| 1988 | Midnight crossing            | Roger Holzberg                  |
| 1988 | Secreto en llamas            | Andrew Birkin                   |
| 1989 | Wait Until Spring, Bandini   | Dominique Deruddere             |
| 1990 | El cuento de la criada       | Volker Schlöndorff              |
| 1990 | Silhouette                   | Carl Schenkel                   |
| 1991 | Scorchers                    | David Beaird                    |
| 1993 | Arizona Dream                | Emir Kusturica                  |
| 1993 | The Temp                     | Tom Holland                     |
| 1995 | Don Juan de Marco            | Jeremy Leven                    |
| 1995 | Drunks                       | Peter Cohn                      |
| 1996 | Albino Alligator             | Kevin Spacey                    |
| 1996 | The Chamber                  | James Foley                     |
| 1996 | Dunston Checks In            | Ken Kwapis                      |
| 1997 | En brazos de la mujer madura | Manuel Lombardero               |
| 1999 | Love Lies Bleeding           | William Tannen                  |
| 1999 | The Thomas Crown Affair      | John McTiernan                  |
| 1999 | Juana de Arco                | Luc Besson                      |
| 2000 | The Yards                    | James Gray                      |
| 2002 | The Rules of Attraction      | Roger Avary                     |
| 2003 | Blind Horizon                | Michael Haussman                |
| 2004 | Ghosts Never Sleep           | Kathleen Dolan                  |
| 2004 | Jennifer's Shadow            | Daniel de la Vega               |
| 2007 | Cougar Club                  | Christopher Duddy               |
| 2009 | Balladyna                    | Dariusz Zawiślak                |
| 2009 | Carolina & The Magic Stone   | Jowita Gondek                   |

## Premios y nominaciones
Premios Óscar
| Año  | Categoría               | Película         | Resultado |
| ---- | ----------------------- | ---------------- | --------- |
| 1968 | Óscar a la mejor actriz | Bonnie and Clyde | Nominada  |
| 1975 | Óscar a la mejor actriz | Chinatown        | Nominada  |
| 1977 | Óscar a la mejor actriz | Network          | Ganadora  |